# آدولف گریمه
آدولف برتهولد لودویگ گریمه (آلمانی: Adolf Berthold Ludwig Grimme؛ ۳۱ دسامبر ۱۸۸۹ – ۲۷ اوت ۱۹۶۳) سیاستمدار اهل آلمان بود.
وی از اعضای حزب سوسیال دموکرات آلمان و وزیر فرهنگ در اواخر جمهوری وایمار، پس از جنگ جهانی دوم و همچنین اوایل استقرار آلمان غربی بود.
وی در دوران آلمان نازی به دلیل عضویت در مقاومت آلمان دستگیر و به زندان محکوم شد.